# Drept penal
Dreptul penal reprezintă instrumentul prin care se apără cele mai importante valori sociale împotriva faptelor periculoase.
În România, suveranitatea, independența, unitatea și indivizibilitatea statului, persoana, drepturile și libertățile acesteia, proprietatea precum și întreaga ordine de drept sunt valorile sociale importante pe care le apără legea penală română.

## Noțiunea Dreptului Penal

### Definiție
Denumirea de Drept penal este folosită în două accepțiuni:
- 1. Ramură specifică a dreptului, ce reunește sistemul normelor juridice penale;
- 2. Știință - ramură distinctă a științelor juridice care studiază aceste norme.

În literatura de specialitate, dreptul penal este definit ca o ramură a sistemului de drept, alcătuit din totalitatea normelor juridice legiferate de puterea legislativă, care stabilesc ce fapte constituie infracțiuni, condițiile răspunderii penale, sancțiunile și alte măsuri ce urmează a fi aplicate sau luate de către instanțele de judecată persoanelor care au săvârșit infracțiuni, precum și condițiile în care acestea urmează a fi aplicate, în scopul apărării celor mai importante valori sociale ale statului de drept. Scopul dreptului penal este, așadar, tragerea la răspundere a persoanelor care nu se conformează legii.
Aceste atribute sunt adesea prezentate și recunoscute în mod direct în legile penale în vigoare. Faptele care constituie infracțiuni sunt stabilite de legea penală.

### Principii
Asemenea oricărei alte ramuri de drept, dreptul penal are o serie de principii după care se ghidează. Sunt considerate principii de drept penal numai acele principii care sunt în mod direct legate de materia dreptului penal, nu și cele de drept constituțional, chiar dacă acestea sunt aplicabile și în dreptul penal (principiile de drept constituțional sunt, prin natura lor, aplicabile tuturor ramurilor de drept).
În ceea ce privește dezincriminarea, în general se tinde să se asiure ca, în momentul în care o nouă lege penală este adoptată, una care nu mai prevede o infracțiune anterioară, atunci pedepsele tuturor celor care au săvârșit această faptă încetează de la momentul intrării sale în vigoare.

### Caracteristicile Dreptului penal în România
- Dreptul penal este o ramură de drept distinctă, care face parte din sistemul dreptului românesc, alături de alte ramuri de drept - dreptul constituțional, dreptul administrativ, dreptul civil etc.;
- Dreptul penal are o autonomie în raport cu celelate ramuri de drept, deoarece reglementează un domeniu distinct de relații sociale - cele care privesc reacția socială împotriva infracțiunilor;
- Dreptul penal are o structură unitară, întrucât dispozițiile sale, fie din partea generală sau specială, au un caracter unitar, se completează reciproc și nu ar putea exista unele fără celelalte;
- Dreptul penal este format dintr-o totalitate de norme juridice care au un conținut normativ și care reglementează o anumită sferă de relații sociale, totalitatea normelor jurice penale alcătuind conținutul normativ al legii penale;
- Normele dreptului penal stabilesc faptele considerate infracțiuni, condițiile de tragere la răspundere penală, precum și sancțiunile ce trebuie aplicate sau luate în cazul încălcării lor;
- Normele juridice penale se aplică în scopul ocrotirii statului de drept, a ordinii de drept din România împotriva faptelor socialmente periculoase.
- Dreptul penal are caracter subsidiar. Cu alte cuvinte, se admite abținerea de la recurgerea la mijloacele de constrângere ale dreptului penal în momentul în care situația în cauză poate fi rezolvată și de un alt tip de normă juridică. În caz contrat are loc o erodare a principiilor dreptului penal cauzată de o folosire inutilă și excesivă a mijloacelor sale, tragerea la răspundere penală a infractorilor fiind "bagatelizată".[6]

### Relația cu alte ramuri de drept
Dreptul penal interacționează cu cele mai multe dintre celelalte ramuri ale dreptului.
De cele mai multe ori, cea mai relevantă ramură cu care acesta colaborează este cea constituțională. Acest fapt este datorat mai ales de faptul că normele juridice penale necesită să se afle în conformitate cu prevederile constituționale, în caz contrar acestea neputând fi adoptate. În funcție de regimul juridic în cauză, o normă juridico-penală care nu respectă prevederile constituționale poate fie să fie declarată neconstituțională, fie să îi fie atribuită o interpretare obligatorie (spre exemplu, în sistemul român, Curtea Constituțională are ambele atribute).

## Obiectul Dreptului penal
- 1. După unii autori, (I. Oancea și M. Zolyneak) obiectul dreptului penal îl constituie relațiile de represiune penală, care se stabilesc după săvârșrea infracțiunii, între stat și infractor, prin care statul are dreptul și obligația să tragă la răspundere penală pe infractor, iar infractorul are obligația să suporte pedeapsa.

Definiția a fost criticată pentru că reduce obiectul dreptului penal doar la relații de conflict, de represiune penală, nu ține seama de rolul preventiv al dreptului penal.
- 2. După alți autori, (Vintilă Dongoroz, Costică Bulai, Constantin Mitrache, Alexandru Boroi, Gheorghe Nistoreanu) obiectul dreptului penal cuprinde relațiile de apărare socială, relații ce se nasc din momentul intrării în vigoare a legii penale. Legea penală îndeplinind funcția de recomandare și pretindere a unei anumite conduite din partea membrilor societății față de normele jurice penale.

Astfel între stat și membrii săi sub aspect penal se nasc două tipuri de rapoarte jurice penale:
- 1. Raport juridic de conformare - obligația penală instituită este respectată de destinatarii legii penale;
- 2. Raport juridic de conflict - obligația cuprinsă în norma penală este nesocotită, săvârșindu-se fapte prin care se pune în pericol sau se vatămă valorile sociale, făptuitorul fiind obligat să suporte sancțiunea prevăzută de norma penală încălcată.

## Scopul Dreptului Penal
Scopul dreptului penal este determinat de necesitatea apărării valorilor sociale și a ordinii de drept împotriva criminalității și de combaterea acesteia. 
Art.1 din Codul penal prevede că scopul legii penale este de a apăra România, suveranitatea, independența, unitatea și indivizibilitatea statului, persoana, drepturile și libertățile acesteia, proprietatea precum și întreaga ordine de drept. Această enumerare limitativă urmărește să menționeze cele mai importante valori ce pot fi periclitate prin săvârșirea unor infracțiuni.
Alături de celelate ramuri de drept, dreptul penal prin mijloacele sale specifice asigură protecția ordinii de drept prin complexul său de măsuri și reglementări juridice. În același timp problema infracționalității apare nu doar pe plan intern ci și pe plan internațional ce justifică măsurile de reacție socială, politica penală pe care fiecare stat trebuie să o stabilească pentru prevenirea și combaterea fenomenului infracțional.
În acest context scopul dreptului penal este de a apăra societatea, în ansamblu, membrii săi, în particular, împotriva oricăror fapte antisociale ce cad sub incidența legii penale.

## Subramurile Dreptului Penal
Dreptul penal este adesea divizat în două părți
- 1. Partea generală a dreptului penal (corespunzătoare normelor din Partea generală a Codului penal) - cuprinde regulile cu caracter general ce sunt aplicabile părții speciale: dispoziții cu privire la aplicarea legii penale, reglementări referitoare la infracțiune și infractor, la sistemul sancțiunilor de drept penal și criteriile de aplicare a acestora, cauzele care înlătură caracterul penal al faptei etc.

- 2. Partea specială a dreptului penal (corespunzătoare normelor din Partea specială a Codului Penal și a legilor speciale) cuprinde norme de incriminare care stabilesc conținutul concret al fiecărei infracțiuni și sancțiunile corespunzătoare pentru acestea.

Această sistematizare în partea generală și partea specială, nu diminuează cu nimic unitatea dreptului penal, între cele două părți existând o strânsă legătură și interdependență. (C. Bulai, I. Oancea)
Conform anumitor juriști, dreptul execuțional penal poate fi văzut ca o ramură de drept autonomă, independentă și neintegrată în dreptul penal sau în dreptul procesual penal. Argumente privind autonomia acestuia au în vedere finalizarea procesului penal la momentul executării pedepsei, aplicarea sa propriu-zisă fiind o acțiune separată, ce se desfășoară în cadrul unor rapoarte unice.
Dreptul contravențional este, de asemenea, considerat uneori ca fiind o ramură distinctă a dreptului. Aceasă gândire a fost criticaă în trecut, dat fiind neajunsurile pe care acesta le are în materie doctrinară. Dreptul contravențional este, de asemenea, dependent dreptului penal și dreptului procesual penal în ceea ce privește împărtășirea principiilor fundamentale respectiv a garanțiilor procedurale.

## Dreptul penal în România
Legea penală română prevede contopirea pedepselor și executarea celei mai mari dintre ele.

### Coduri penale
- Codul penal al României, 2014;

### Jurisprudență
- Buzea, N. T; Principii de drept penal, vol I, Iași, Institutul de Arte Grafice "Albina Românească", 1937;
- Duvac, C; Drept penal român, Vol. I, editura Hamangiu, București, 2021;
- Hotca, M. A; Manual de drept penal. Partea generală, București, editura Universul Juridic, 2017;
- Streteanu, F; Nițu, D; Drept penal; Partea generală, editura Universul Juridic, București, 2014.